# 9218 Ishiikazuo
9218 Ishiikazuo eller 1995 WV2 är en asteroid i huvudbältet som upptäcktes den 20 november 1995 av den japanska astronomen Takao Kobayashi vid Ōizumi-observatoriet. Den är uppkallad efter Kazuo Ishii.
Asteroiden har en diameter på ungefär 4 kilometer.